# Piotr Indyk
Piotr Indyk est un informaticion théoricien, professeur au MIT Computer Science and Artificial Intelligence Laboratory du Massachusetts Institute of Technology. Il travaille principalement en géométrie algorithmique de dimensions élevées.

## Biographie académique
Indyk a obtenu le diplôme de magister à l'université de Varsovie en 1995 et un Ph. D.  en informatique à l'université Stanford en 2000 sous la direction de Rajeev Motwani avec une thèse intitulée « High-Dimensional Computational Geometry ». En 2000, Indyk rejoint le MIT où il est depuis 2010 professeur de la chaire Thomas D. et Virginia W. Cabot au Département de génie électrique et d'informatique.

## Recherche
Les recherches d'Indyk portent principalement sur la géométrie algorithmique en dimensions élevées, les  algorithmes de fouille de flots de données et la théorie informatique de l'apprentissage automatique. Il a apporté une série de contributions à ces domaines, en particulier dans l'étude des plongements à faible distorsion (lemme de Johnson-Lindenstrauss), de la théorie algorithmique du codage algorithmique et du filtrage par motifs géométriques et combinatoires. Il a également contribué à la théorie de l'acquisition comprimée,. Ses travaux sur les algorithmes de calcul de la transformée de Fourier de signaux avec des spectres clairsemés qui sont plus rapides que la transformation de Fourier rapide ont été sélectionnés par la MIT Technology Review dans les dix plus importantes technologies émergentes en 2012.
Parmi ses élèves, il y a Alexandr Andoni, David P. Woodruff, Jelani Nelson.

## Publications (sélection)
- « Nearest Neighbors in high dimensional spaces », CRC Handbook of Discrete and Computational Geometry,‎ 2003
- avec Alexandr Andoni, « Near-Optimal Hashing Algorithms for Approximate Nearest Neighbor in High Dimensions' », Communications of the ACM, vol. 51,‎ 2008, p. 117-122.
- Anastasios Sidiropoulos, Mihai Badoiu, Kedar Dhamdhere, Anupam Gupta, Piotr Indyk, Yuri Rabinovich, Harald Racke et Ramamoorthi Ravi, « Approximation Algorithms for Low-Distortion Embeddings into Low-Dimensional Spaces », SIAM Journal on Discrete Mathematics, vol. 33, no 1,‎ 2019, p. 454-473 (DOI 10.1137/17M1113527).

## Prix et distinctions
En 2000, Indyk a reçu le prix du meilleur article étudiant (Matchey Award) au Symposium on Foundations of Computer Science (FOCS). En 2002, il a reçu un Career Award de la National Science Foundation et en 2003, il a obtenu une bourse Packard de la Packard Foundation et une bourse Sloan de la Alfred P. Sloan Foundation. Il est co-lauréat du prix Paris-Kanellakis de 2012 de l'Association for Computing Machinery pour son travail sur le locality sensitive hashing. En 2013, il a été nommé Fondation Simons investigator par la Fondation Simons. En 2015, il a été nommé Fellow de l'ACM « pour ses contributions au calcul géométrique haute dimension, aux algorithmes de streaming / esquisse et à la transformation de Fourier éparse ».